# پینک فلوید ۱۹۳۶۷
پینک فلوید ۱۹۳۶۷ (به انگلیسی: 19367 Pink Floyd) سیارکی است که برای بزرگداشت گروه موسیقی پراگرسیو راک بریتانیایی ،پینک فلوید، به این نام نامیده شده است.این سیارک در ۳ دسامبر ۱۹۹۷ کشف شده است.